# Pariivka, Pohrebîșce
Pariivka (în ucraineană Паріївка) este un sat în comuna Andrușivka din raionul Pohrebîșce, regiunea Vinnița, Ucraina.

## Demografie
Componența lingvistică a localității Pariivka
     Ucraineană (97,45%)
     Rusă (2,55%)
Conform recensământului din 2001, majoritatea populației localității Pariivka era vorbitoare de ucraineană (97,45%), existând în minoritate și vorbitori de rusă (2,55%).